# Bogdan Filov
Bogdan Dimitrov Filov é um arqueólogo, historiador da arte e político búlgaro. Ele foi o primeiro-ministro da Bulgária nos governos 58 e 59 (1940-1943) e regente do rei menor Simeão II da Bulgária (1943-1944). Reitor da Universidade de Sófia (1931-1932).
Ele vem de uma família russófila. Seu pai participou dos distúrbios russófilos após a libertação da Bulgária e é parente de Hristo Botev.
Bogdan Filov é um cientista, considerado o fundador da arqueologia profissional e da história da arte na Bulgária, com importantes contribuições para a história da arte búlgara antiga e medieval. Ele é o político que assinou o Pacto Tripartido para a Inclusão do Reino da Bulgária na Segunda Guerra Mundial em 1º de março de 1941 com um tratado assinado no Palácio Belvedere em Viena.
Bogdan Filov, da tribuna da Assembleia Nacional da Bulgária, declarou a guerra da Bulgária contra o Império Britânico e os Estados Unidos da América em 13 de dezembro de 1941. Ele foi condenado à morte e executado em 2 de fevereiro de 1945. 